# Bulbophyllum flavidiflorum
Bulbophyllum flavidiflorum är en orkidéart som beskrevs av Cedric Errol Carr. Bulbophyllum flavidiflorum ingår i släktet Bulbophyllum och familjen orkidéer. Inga underarter finns listade i Catalogue of Life.